# بیگ کوو (آلاباما)
بیگ کوو (به انگلیسی: Big Cove) یک منطقهٔ مسکونی در ایالات متحده آمریکا است که در شهرستان مدیسن، آلاباما واقع شده‌است. بیگ کوو ۱۸۹ متر بالاتر از سطح دریا واقع شده‌است.